# Attention, tortue !
Pour plus de détails, voir Fiche technique et Distribution.
Attention, tortue! (Внимание, черепаха!) est un film soviétique réalisé par Rolan Bykov, sorti en 1970,.

## Fiche technique
- Photographie : Anatoli Mukaseï
- Musique : Andreï Petrov
- Décors : Alexandre Kuznetsov, Elvira Mutucheva
- Montage : Elena Surajskaia